# Arthur Adalbert Chase
Pour les articles homonymes, voir Chase.
Arthur Adalbert Chase, né le 6 juin 1873 à Blackheath, est un coureur cycliste sur piste anglais.

## Carrière sportive
Chase est membre du North Road Club lorsqu'il commence à courir en 1887. Il remporte sa première course à la Pentecôte 1892, aux Bishop Stortford Annual Sports dans la course open d'un mile. En 1893, Chase prend 13 fois la première place sur 14 participations. À la fin de 1894, il établit un certain nombre de records et parcourt l'Europe, les États-Unis et l'Australie.
Chase est professionnel de 1896 à 1902. Bien que Chase soit un coureur cycliste solo, il s'est également essayé à la course en tandem, avec Albert Walters qui monte devant.
Chase est condamné à une amende de cinq shillings en 1898. Neuf mois plus tard, il est suspendu de la course sur route.

## Constructeur de motos
Après avoir pris sa retraite de la scène cycliste professionnelle, il s'associe avec son frère Fred W. Chase, ancien coureur d'usine pour Bat Motor Manufacturing Co. (en), pour construire des motos,, créant la Chase Brothers Motorcycle (en). Plusieurs années après, ils déposent un brevet pour un silencieux d'échappement.
Il reçoit une autre amende au Doncaster Borough Court en 1903. En 1936, il passe au tribunal de Southend-on-Sea.

## Palmarès sur piste

### Championnats du monde
- Copenhague  1896
  -  Champion du monde de demi-fond professionnels
- Galsgow  1897
  -  Médaillé d'argent du demi-fond professionnels

### Championnats d'Europe
- Berlin 1899
  -  Médaillé d'or du demi-fond[13]

### Autre
- Courses professionnelles des Jeux olympiques de Paris 1900[14]
  - Vainqueur du 100 km

## Records
- Juin 1896 - Record du monde de 50 milles en 1 h 45 min 38 s[15] .
- Septembre 1897 - Record du monde des 100 kilomètres[16],[17].
- Août 1898 - Record du monde des 50 km derrière entraineur en 55 min 48 s. à Crystal Palace[18].
- Juin 1899 - Angleterre 'record du monde' pour un demi-mile de 54 secondes[19].
- Juillet 1899 - Record du monde à Crystal Palace pour 2 miles, en 3 minutes 25,2 secondes[20].
- Août 1900 - Record du monde à Crystal Palace[21].
- Septembre 1901 - 800 mètres le plus rapide, 1 minute 38 secondes[22].
- Septembre 1901 - Mile (départ lancé) le plus rapide du Royaume-Uni, 1 m. 27 s. 2/5[23],[24].
- Novembre 1901 - Record du monde des 3 heures derrière entraineur  à Crystal Palace, 174,750 km[25]
- Aout 1902 - Record du monde du mile lancé sur la piste de Caning Town, 1m. 20 s. 4/5[26].
- Octobre 1902 - Record anglais de l'heure à Crystal Palace 67,090 km[27].
- Février 1903 - Il bat Tommy Hall au vélodrome Alexandra Palace, 1 mile (départ lancé) en 2 m. 3,4 s.[28].

## Matériel
Chase utilise des tandems et roule derrière un tandem  électrique lorsqu'il affronte Émile Bouhours à Paris en 1898.
L'utilisation d'un moyen d'entrainement rapide n'est pas considérée comme de la triche à l'époque, et cela motive Chase à faire fabriquer un engin spécial de sa conception. Il charge une entreprise britannique de construire la machine au début de 1899, un tandem avec un moteur De Dion-Bouton de 1,75 hp, monté à l'arrière. Les deux pilotes pédalent, celui de l'avant est responsable de la direction, et celui de l'arrière du contrôle du moteur. Cette engin est capable d'atteindre la vitesse maximale de 63 km/h.